# Hvaszong (erődítmény)
Hvaszong (hangul: 화성, Hvaszong, handzsa: 華城, RR: Hwaseong) a 18. században épült erődítmény a dél-koreai Szuvon (Suwon)ban, Kjonggi (Gyeonggi) tartományban, 30 kilométerre Szöultól. A legjobb állapotban megőrzött koreai erőd. Csongdzso (Jeongjo) király építtette édesapja, Szado (Sado) koronaherceg emlékére. 1997 óta az UNESCO Világörökség része. Falai 5,74 km hosszúak. Nevének jelentése „pompás erőd”.

## Története
Az erőd építése szorosan kapcsolódik Szado (Sado) koronaherceg halálához, amit a legmegdöbbentőbb eseményként tartanak számon a Csoszon-dinasztia királyi családjának történetében. Szado herceget saját apja, Jongdzso (Yeongjo) király zárta be egy rizsládába, ahol a herceg nyolc nappal később éhen halt. A nagyapját trónon követő Csongdzso (Jeongjo), miután eleinte ingatag hatalmát megszilárdította, 1789-ben apja sírját Szöulból a mai Szuvon (Suwon)tól nyolc kilométerre található Hvaszan (화산, Hwasan) hegyhez helyeztette át, majd erős erődítménnyel vette körbe. Valószínűleg azt tervezte, hogy Csoszon fővárosát ide helyezi át, hogy közel lehessen apjához. A király nem csak az erődöt, de a várost is nagy gonddal építtette fel, különféle kiváltságokat adva az ide települőknek.

## Építése
Az erődítmény tervezésével a király Csong Jagjongot (정약용, Jeong Yak-yongot) bízta meg, aki a Silhak (실학, „gyakorlati tanulás”) iskola követője volt. Ez az iskola a tudományban és a technológiai fejlődésben hitt, és Csong (Jeong) tudóstársaival konzultálva, a korábbi koreai, kínai és japán erődök tanulmányozása után kidolgozta az építési tervet. Számos újítást vezettek be, például a tégla használatát, de példa nélküli volt az is, hogy ún. fehér könyvet adtak ki az építkezésről, mely részletesen leírta az építkezés módját és menetét. Az 1970-es években végzett helyreállítási munkák során is ezt a dokumentumot használták fel irányadóként. Ugyancsak újításnak számított, hogy a korábbi robotmunka gyakorlattal ellentétben a munkások fizetést kaptak, orvosi ellátásukról is gondoskodtak és jutalomosztásra is tettek félre pénzt.
A fehér könyv szerint összesen 1856 szakmunkást alkalmaztak az építkezésen, köztük 662 kőművest, 235 ácsot, 295 aranyozó munkást, 150 falazókőművest, 83 fémfeldolgozó munkást, 46 festőt, 48 lakkozót, 36 képfaragót és nyolc esztergályost. A munkások közül 1101 Szöulból érkezett. Az építőanyagot államilag szerezték be, többek között 695 000 téglát és 195 241 kőtömböt használtak fel. A kincstár mintegy 870 000 njangot (냥, nyangot) (ezüst pénz) költött az építkezésre.

## Galéria

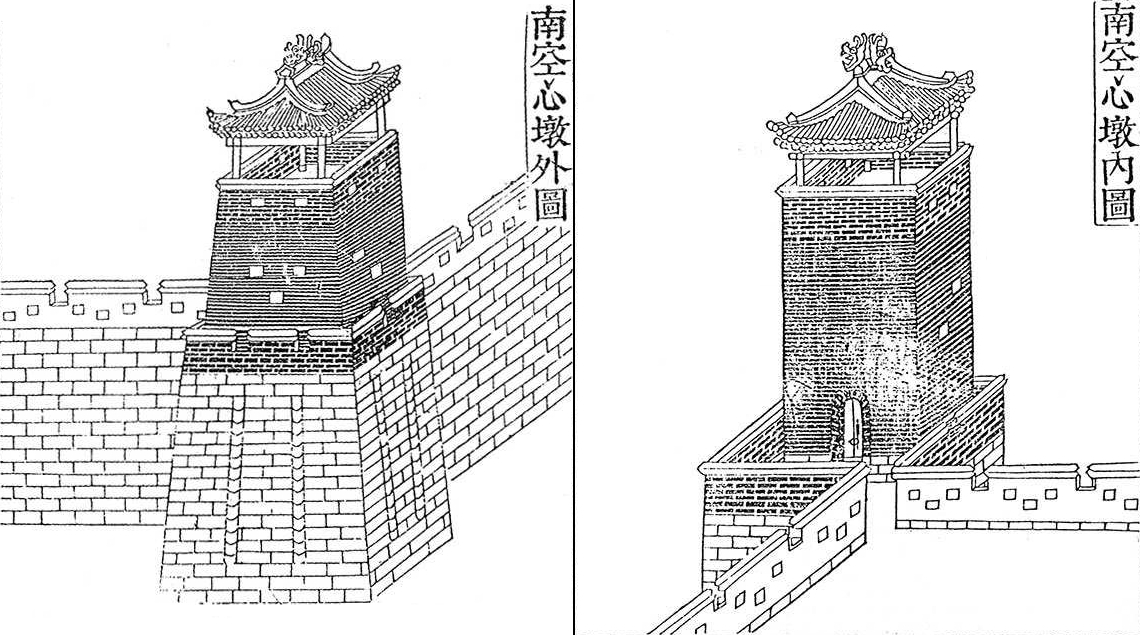
őrtorony rajza
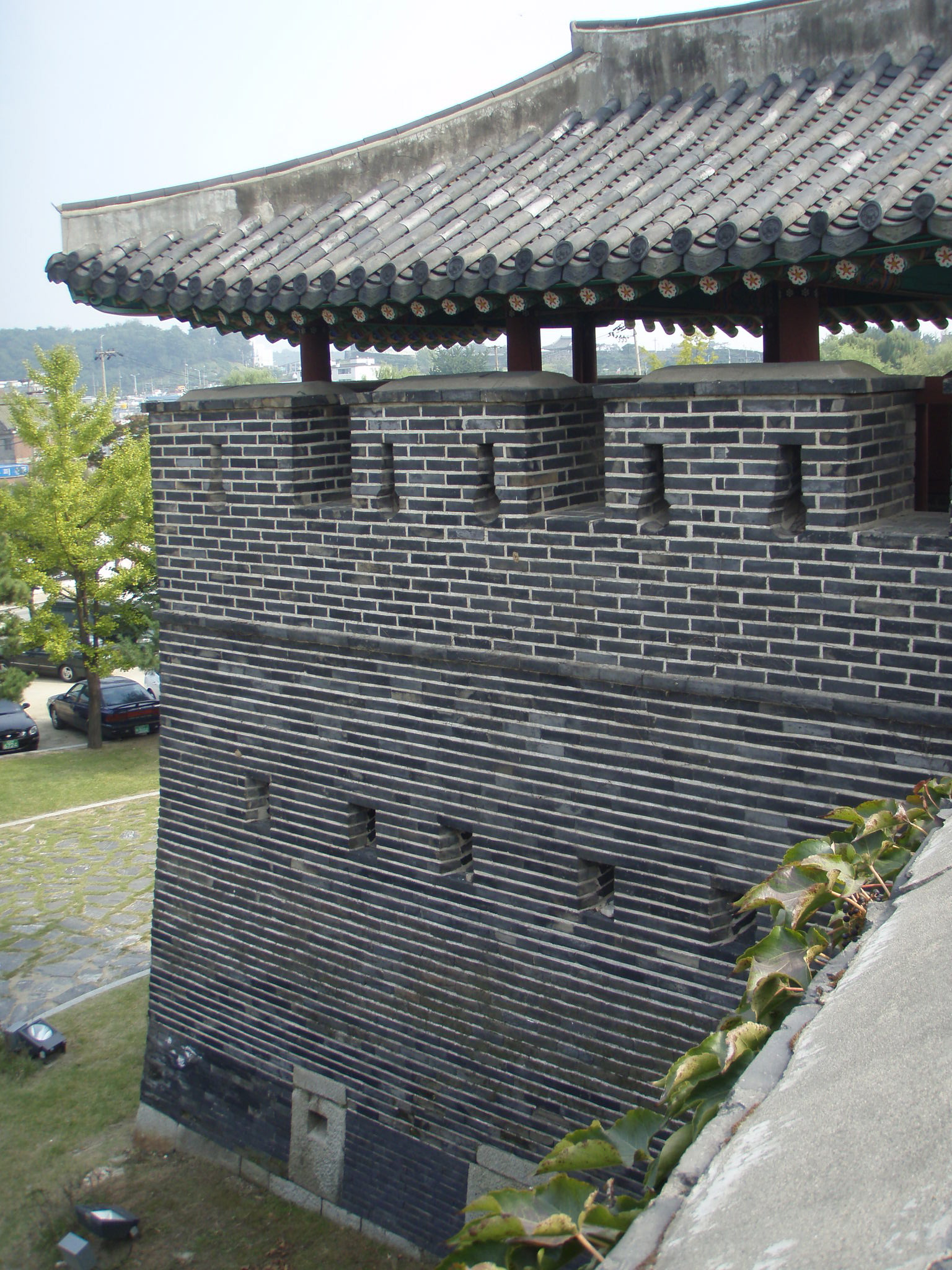
lőtorony
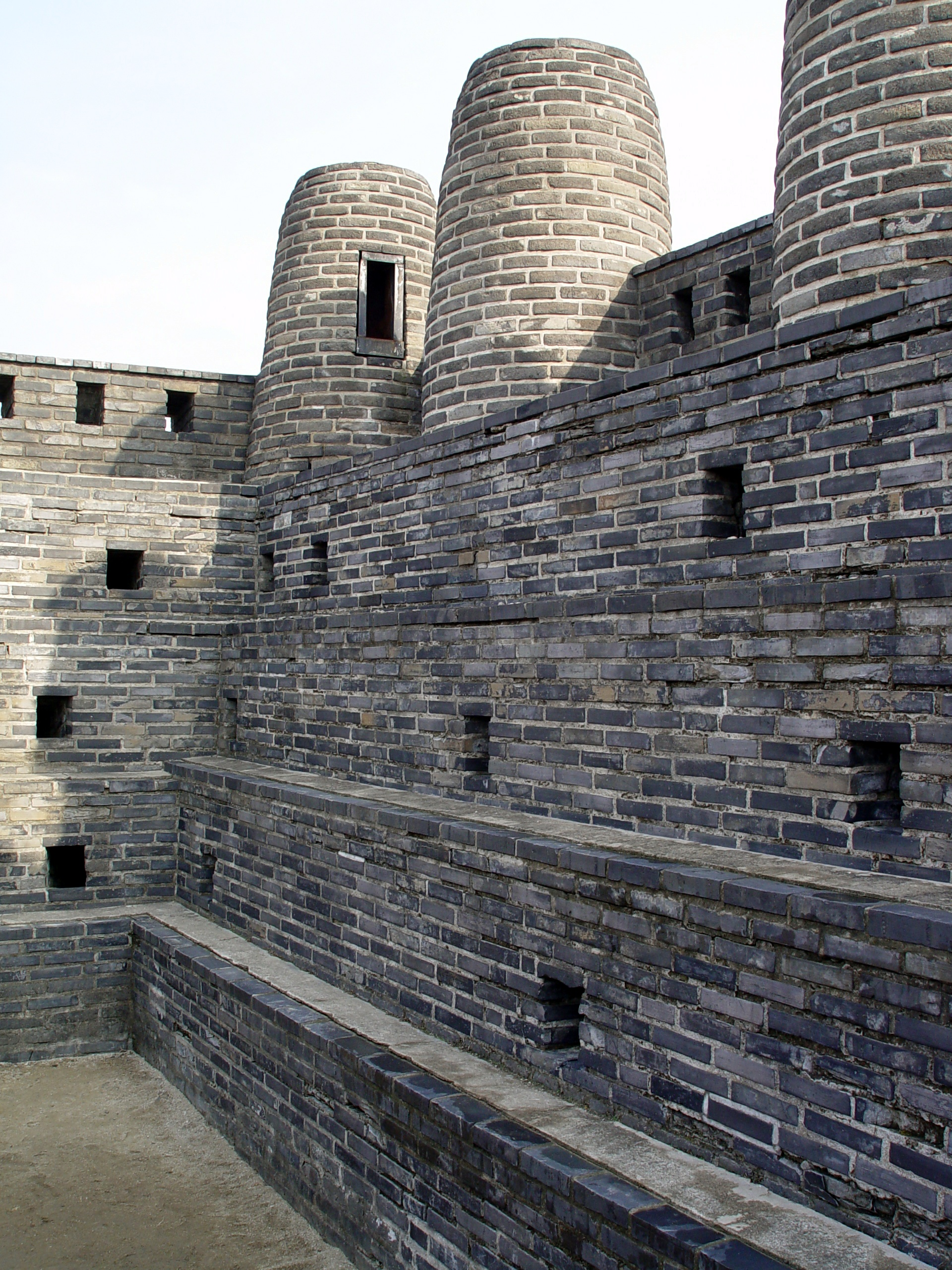
kémények
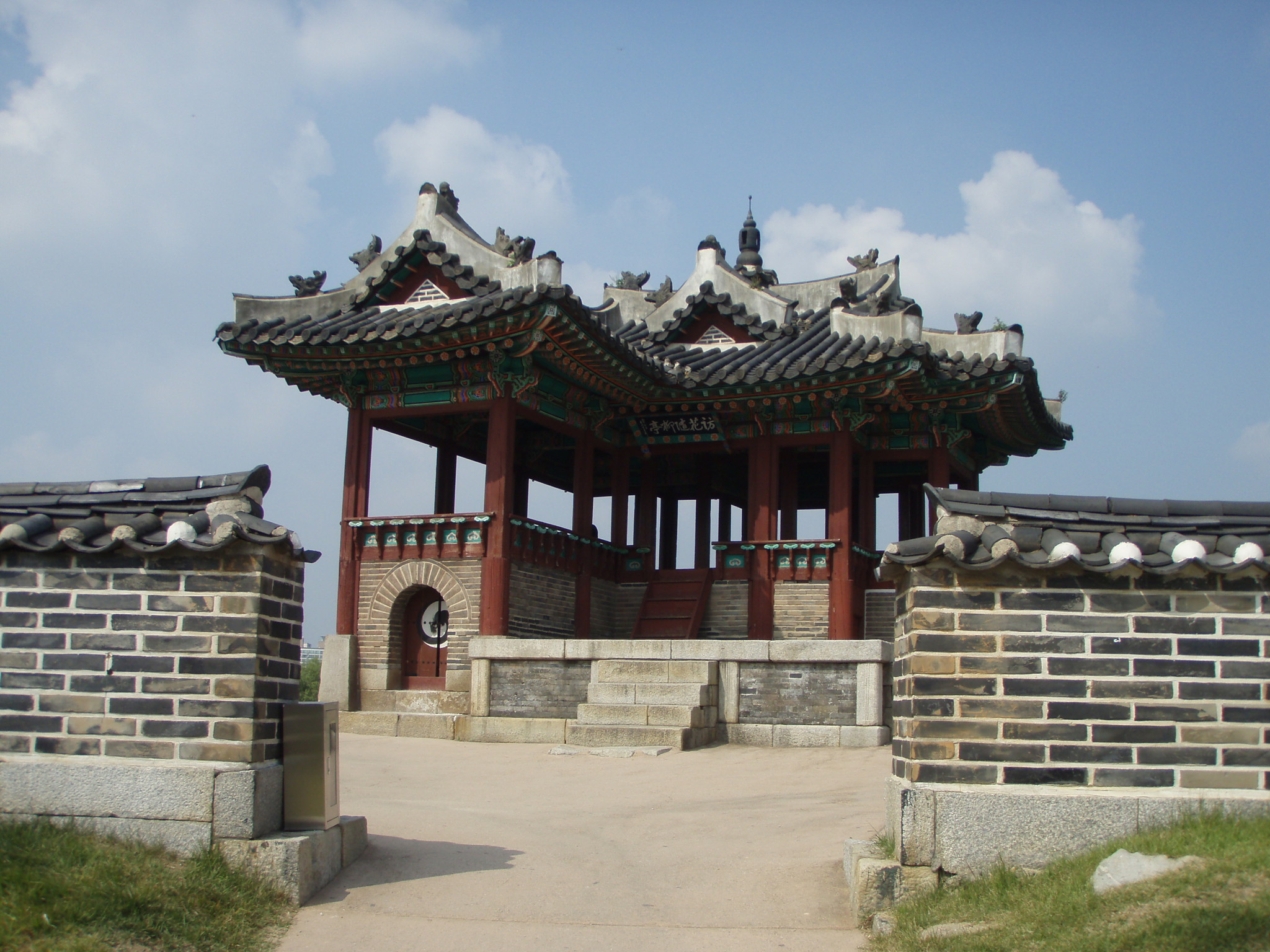
északkeleti pavilon
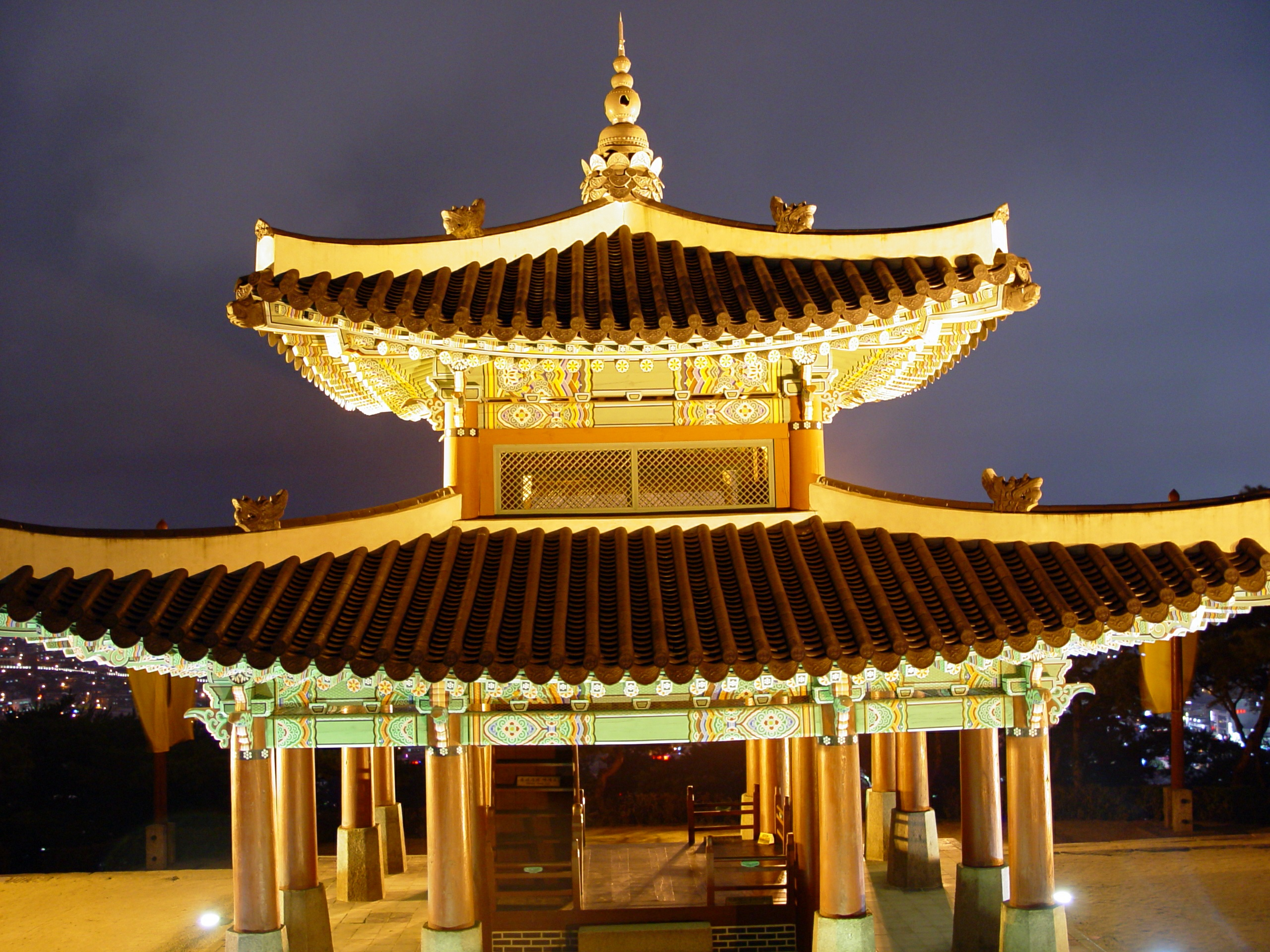
nyugat parancsnoki torony
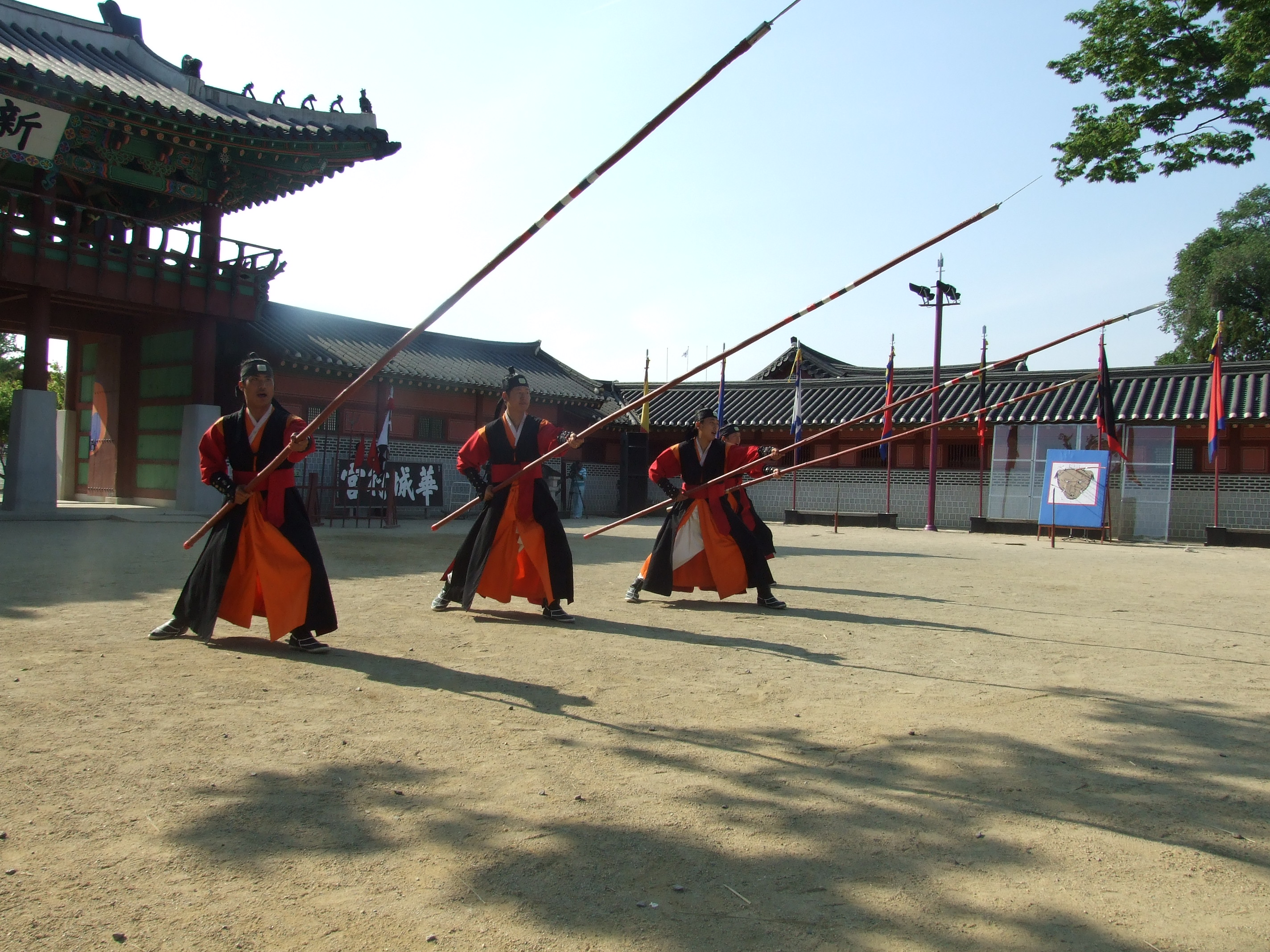
harcművészeti bemutató az erődben